# South Park
South Park je ameriška risana serija, avtorjev Treya Parkerja in Matta Stona. Od začetka predvajanja, leta 1997, je bila predvajanja v okviru televizijske hiše Comedy Central. Glavni junaki so prijatelji Eric Cartman, Kyle Broflowski, Stan Marsh in Kenny McCormick. Kraj dogajanja je postavljen v izmišljeno mesto South Park v Koloradu. Serija je prvenstveno namenjena gledalcem mlajše do srednje generacije, znana pa je po svojem črnem humorju. 
Leta 1999 je po seriji nastal tudi animiran celovečerni film South Park: Bigger, Longer & Uncut.

## Liki
Stan je v risanki prikazan kot običajen ameriški fant. Njegova sestra Shelly pogosto fizično obračunava z njim, sam pa je prikazan kot resen, občutljiv in pameten.
Kyle je osamljen judovski fant v druščini. Zaradi svojega porekla se pogosto počuti osamljenega v širši družbi. Prikazan je kot najpametnejši v razredu. Stan in Kyle sta najboljša prijatelja, njuna zveza simbolizira prijateljstvo Parkerja in Stona.
Cartman ima težave s prekomerno telesno težo, pogosto je nestrpen, rasističen in žaljiv, zaradi njegovih pogostih antisemitskih izjav se s Kyleom ne razumeta najbolje. Lik pogosto citira Hitlerjeve izjave, v nekaj epizodah se pojavi oblečen v Hitlerjev kostum.
Kenny prihaja iz revne družine, vedno nosi oranžno jopico, ki prekriva njegov obraz in mu onemogoča jasno izražanje. Kadar ne nosi oblečene jopice, mu obraz prekriva drug predmet, čeprav se je v nekaj epizodah kot so: The Jeffersons in v South Park filmu razkril obraz. Pogosto govori o temah, povezanih s spolnostjo. Lik je znan po svoji pogosti smrti; kljub temu se vsakič pojavi v naslednji epizodi.
V prvih 58 epizodah so fantje v tretjem razredu, v četrti sezoni pridejo v četrtega.